# 红石泉站
红石泉站位于甘肅省山丹县红石泉村，是兰新铁路的一座火车站，等级为五等站，距兰州站480公里，距乌鲁木齐站1412公里，本站及相邻上下行区间均为电气化区段。本站不办理客货运业务。邮政编码为734101。